# Guy Mollet
Guy Mollet (nascido no dia 31 de Dezembro de 1905, em Flers - morto em 3 de Outubro de 1975, em Paris) foi um político francês. Ocupou o cargo de primeiro-ministro da França, entre 31 de Janeiro de 1956 a 12 de Junho de 1957.